# 槍神Trigun
槍神（Trigun）是一個由内藤泰弘創作及插圖的日本漫畫系列，於1996年至2008年間連載。台灣東立曾出版前兩冊，第一集於1999年9月出版，譯
太空遊俠。
1995年開始於月刊少年CAPTIAN連載，後來因廢刊而停止連載，之後休刊至1997年10月改以TRIGUN MAXIMUM名義在少年画报社的月刊YOUNG KING OURs上连载。
漫画原作于2009年7月獲得星云赏。 
槍神於1998年由日本Victor重製成電視動畫，並於東京電視台於1998年4月1日至1998年9月30日播放，總共有26集；電視動畫只包括了原作漫画开头的部分剧情，第18—19集大致相当于TRIGUN MAXIMUM的第1卷，之后的就和漫画完全不一样了，在人物描绘上也大异其趣。後來槍神又被製成劇場版TRIGUN Badlands Rumble，並於2010年4月24日在日本上映。
原創前傳性質電視動畫新作TRIGUN STAMPEDE將於2023年1月7日首播，由Orange擔任動畫製作。2023年3月25日播完最終話後，官方推特賬號正式公布接續TRIGUN本篇的完結篇動畫新作。

## 故事大綱&世界設定

動畫畫面顯示主角「恐慌威席」的通緝令，賞金為600億$$。

故事設定一個「太空西部」的主題，槍神是關於未來世界的一個人類遷徙居住的荒涼星球中，一個綽號「人間颱風」的通緝犯恐慌威席和兩個跟隨威席以降低保險公司要賠償因恐慌威席所造成的損失的保險公司僱員。大部份賠償是因賞金獵人 要獵殺恐慌威席以獲取極高額賞金——60,000,000,000$$（六百億$$）。而恐慌威席在重獲記憶的路上，他盡量避免造成傷亡。後來他與伍夫伍德，一位槍法準確，自稱牧師的人共旅。
當劇情繼續發展，讀者會更清楚恐慌威席的過去和硝煙星球——人間颱風們生活的星球的神秘歷史。

### 1995年4月 - 1997年1月
最初於月刊少年CAPTIAN連載。最初試載版刊登於1995年2月。試載時的故事背景與之後連載時相同，但在主角細節上與試載版時稍微有點不一樣。後來作為外傳收錄在單行本中。
同年4月開始正式連載，之後在1997年1月突然停止連載。
之後在TRIGUN MAXIMUM開始連載中，TRIGUN與TRIGUN MAXIMUM中間不連續的部分在Animage1998年9月号的增刊上以TRIGUN最终完成型的形式补完，德間書店之後將1997年1月為止的內容發行為全三卷TRIGUN单行本，少年画报社則將同一時期的連載收錄於两卷單行本，内容相同，只是封面和卷末的附錄不同。這兩或三卷的单行本又被称作“無印”。
2010年時發行完全版，也是全兩冊收錄。

### 1997年 - 2007年
1997年10月起改以TRIGUN MAXIMUM名義在少年画报社的月刊YOUNG KING OURs上连载。新故事的时间是在TRIGUN之后的二年，风格上有微妙的变化，与TRIGUN时期相比更偏向青年漫画；在画风和人物性格描写方面也有明显差异。连载将近十年，在2007年5月号的最终话完结。
TRIGUN MAXIMUM單行本全14冊，最後一卷即第14冊於2008年2月27日发行。2010年再次發行完全版，全7冊。

## 登場角色

### 主要角色
威席·史坦畢特（Vash the Stampede，聲：小野坂昌也、宮田始典〔少年時代〕（1998）／松岡禎丞、黑澤朋世〔幼少期〕（2023））
嘗試推廣「愛與和平」的輕快的神槍手。很樂天快活的人，並討厭正經，但實際卻是位十分正經及有深度的人。
經常展露笑容，而伍夫伍德稱之為「虛偽的笑容」。在笑容下是自己痛苦與累積不少壓力的靈魂。
被稱「人間颱風」，並有著全星球最高賞金的通緝犯《賞金600億》。每個他經過的城鎮都會稱之為「神般的舉動」或「人間災禍」。
身穿的紅色大衣是當年三號艦倖存者們一同製作並贈送給自己的禮物。
實際威席與其兄弟其實是人類發現的特異人類「PLANT(獨立種)」，擁有破壞力驚人的技能。
STAMPEDE時期的懸賞金額是6百萬，但最終話的兩年後因被誤解是破壞第三城市「儒來」的兇手，懸賞金從6百萬升為漫畫本篇的6百億。
梅丽鲁·斯菲（Meryl Strife，聲：鶴弘美（1998）／安藤櫻（2023））
米莉·湯普森（Milly Thompson，聲：雪野五月）
是某保險公司派到威席身旁的災害調査員及外交品，其目的為盡量降低保險公司要賠償因恐慌威席所造成的損失，以防止保險公司倒閉。
起初她們不相信威席是「人間颱風」，但後來她們相信了。
STAMPEDE時期，梅丽鲁的職業設定為在從事保險公司職員前是記者，最終話的兩年後米莉是新人記者，是梅丽鲁的學妹。
尼古拉·D·伍夫伍德（Nicholas D Wolfwood，聲：速水獎（1998）／細谷佳正、熊谷海麗〔幼少期〕（2023））
技術高超的槍手，其技術相等於威席本人，可說是系列中對使用槍械最純熟的人。
並攜帶著一個奇怪十字架的牧師，並稱攜帶十字架是「背負眾過」。在STAMPEDE登場時則表明自己不是牧師，而是「葬儀社」，最終話與博士的契約書經翻譯後簽名處寫著「牧師」。
但他的「十字架」內藏一個機關槍、火箭砲以及一排自動手槍。伍夫伍德及威席經常因殺人的道德問題而口角，「不殺人就會被殺」。總是叫威席「刺蝟頭」。
實為Gung-Ho Guns的編號「5」，代名：制裁者（パニッシャー）。
與利維歐曾是希望島孤兒院（實為米迦勒之眼對外經營的事業）的兒時玩伴，被奈布茲組織「米迦勒之眼」選上為祝福之子而進行人體實驗，結果是肉體快速成長為成年男性。
STAMPEDE時期原「十字架」內藏武裝－實彈兵器(機槍、火箭砲、自動手槍)，除機槍外火箭砲、自動手槍更換成雷射砲。除此之外如果暫停畫面仔細觀察的話，還有盾模式，是類似將「十字架」的邊角張大成盾的模樣。
蕾萌‧圣蕾姆（Rem，聲：久川綾（1998）／坂本真綾（2023））
威席的導師及青梅竹馬，並教導他生命的價值。

### 《TRIGUN STAMPEDE》登場角色
羅貝爾特・丹尼洛（聲：松田賢二）
與梅丽鲁是同社記者兼前輩，並擔當實習教育職。
第10話於第三城市「儒來」的米迦勒之眼地下秘密實驗室因一時閃避失誤被艾連迪拉的攻擊命中肚子部位，在電梯內向梅麗魯萬事交代後事，說完後就此離世。

### Gung-Ho Guns（ガン・ホー・ガンズ）
由奈布茲選上的12名超級人類殺手成員，給於1至12的數字編號，具有超出人類以外的異常戰鬥能力，並給予其專屬裝備。
對外成立宗教組織「米迦勒之眼」來避人耳目也秘密進行非法人體實驗。
雷卡特・布魯賽門（Legato Bluesummers，聲：關俊彥（1998）／內山昂輝（2023））
Gung-Ho Guns領導人並崇拜奈布茲，是「米迦勒之眼」表面領導。
擁有控制重力的裝備。
密利歐・奈布茲（Millions Knives，聲：古澤徹、太田正道〔少年時代〕（1998）／池田純矢、花守由美里〔幼少期〕（2023））
故事主要敵人，是威席的兄弟。他與威席相反，是位邪惡的殺人犯，目的是消除整個人類種族，認為人類不配這個世界。
並成立宗教組織「米迦勒之眼」，指派雷卡特擔任米迦勒之眼的領導。
莫涅普・THE・蓋爾（聲：天田益男（1998）／小林親弘（2023））
編號“1”最初的刺客，是位體型強壯的大漢，戴著遮住上半部容貌的鐵面具。
持有超巨大機砲能毀滅眼前的一切，被稱為「疾風」，以超巨大機砲的壓倒性火力追擊威席。
威席以超乎常人的反應速度與精準射撃下擊敗他，之後威席釋放自己，釋放不久被編號“2”EG炸彈處刑身亡。
STAMPEDE變更為雙腕各安裝共12管重機槍，能產生小型龍捲風的改造護手，鐵面具附有顯示鏡頭機能，不論受到甚麼傷害能瞬間回復的治癒力。
真身是本篇25年前風車村「祭品」，被「米迦勒之眼」的威廉強制人體改造的病弱少年洛洛（聲：潘惠美），腦部也一併改造，導致增幅其憎惡的情緒。
因怪物姿態而回家後被親生母親所恐懼也強烈否定下暴走，從此風車村化為廢墟並持續20年，現今襲擊造訪風車村的威席一行人，不斷喊著威席的名字。
追擊途中抓住威席並痛毆，威席感受到他的痛苦並勸說「今後，你再也不必孤單一人」而放下憎惡情感時尼古拉趁機瞄準他的頭部，立刻發射雷射砲射殺，事後威席責怪尼古拉的作為，尼古拉表示他注定不能變回人類。
炸彈・THE・EG炸彈（聲：堀川亮（1998）／高木渉（2023））
編號“2”的刺客，全身包覆於像刺蝟的球體裝甲內，並放射出金屬材質的針串刺對方。
狂熱崇拜奈布茲並信奉著，處刑莫涅普後和威席展開戰鬥，最後威席拆卸EG炸彈的武裝，以拳頭KO他就此敗陣。
STAMPEDE時期球體裝甲的設定與本專不同，並加裝別名：「移動炸彈工廠」的外裝，可散佈無數個地雷，也變更名字為E・G・地雷，奪走眾多生命的最兇惡炸彈犯，揭示其本名：「伊桑・吉爾伯特・漢米爾頓」。
趁眾人不注意時掙脫並逃到奈布茲身邊並告知威席的到來也請求救援，隨即被奈布茲切斷雙腕也大量失血而身亡。
（聲：澤海陽子（1998））
編號“3”，戴眼罩的美麗女槍手，Gung-Ho Guns的紅一點。
霍帕德・THE・甘特雷特（聲：難波圭一（1998））
編號“6”，頭戴曲棍球面具，攜帶同自己體型尺寸的巨大之盾「庫德利雅(グーデリア)」的異形外表男子。
和ミッドバレイ組成奇異搭檔並追擊威席一行。
過去曾保護的盲眼情人「羅斯特・朱菈(ロスト・ジュライ)」遭到殺害而對威席有強烈憎惡，殺死威席作為自己的人生目標而化成復仇鬼。
（聲：西村朋紘（1998））
編號“7”，爵士樂樂手風格的男子，持有經特殊改造的樂器「薩克斯風」，被稱為「音樂界的霸者」。
有著異常敏銳的聽覺，能聽一般人接收的音波與範圍數千倍以上。
（聲：藤沼建人（2023））
編號“8”，擁有巨大怪力與體型的巨人，正身是9位體型矮小的人類聯合操作的巨大人偶，連講話聲調是如此怪異。
舊動畫版設定是搭載9台電子頭腦的巨大機器人。
STAMPEDE時期設定為原藥劑實驗體並進行多次人體實驗的實驗用動物。
雷泥・THE・刃（聲：大塚明夫（1998））
編號“9”，一手持槍也另一手持武士刀的武士，自創其流派「次元斬一刀流」。
自己自創「二重星雲」以及使用愛刀村正內藏機關-彈道戰術刀併用的闇黑奧義「彗星突」等不少招式。
官方衍生外傳『雷神-RISING-』的主角，於外傳也創「星雲」與「流星突」此新招。
利維歐・THE・二重牙（聲：室元氣、長谷川育美〔幼少期〕（2023））
編號“10”，接受人體改造並有超高戰鬥能力的暗殺者，持有能上下左右前後同時射擊的二連式機槍「二重牙」並裝備在雙腕。
但「米迦勒之眼」長期實驗與洗腦下失去自我。與尼古拉曾是希望島孤兒院的兒時玩伴。
STAMPEDE時期「二重牙」裝備於雙腕的設定與本傳不同，為雙持「二重牙」。

編號“11”，利維歐的另一人格。
薩吉・THE・野獸（聲：神谷浩史（1998） / TARAKO（2023））
編號“12”，擔當監視與傳達情報，從未直接上場戰鬥。
具控制沙蟲(劇中名稱：沃姆斯)的能力，以人類聽不到的特殊聲波對沃姆斯下達指示。
艾連迪拉（聲：村瀬歩（2023））
編號“13”被譽為Gung-Ho Guns最強魔人，原作漫畫外表是位男大姊，1998年舊版動畫未登場。
STAMPEDE時期原為外表為純潔無垢的小孩，但性格十分殘忍兇殘，與奈布茲共同視為家族的一份子，也強烈怨恨威席。
威廉・康納德（聲：中尾隆聖（2023））
協助奈布茲的科學家，並不斷實行非人道的人體實驗，「米迦勒之眼」則是擔任祭司。
本名是比爾・康納德也使用萊布納特・瓦克斯此化名。

### 其他角色
布萊德（聲：石井康嗣（1998） / 諏訪部順一（2023））
有熱情溫厚的一面，但性格保守也有所警覺，是Project SEEDS三號艦的倖存者，和露伊塔一同照顧年幼的威席。
之後有製作左臂義腕給失去左臂的威席。150年(與露伊塔進入人工冬眠設備維持壽命)後持續支援威席。
露伊塔・萊特納（聲：折笠富美子（2023））
性格細心溫柔，也學了不少知識，與布拉德是Project SEEDS三號艦的倖存者。
繼蕾萌後是威席的第二任養母，並照顧威席150年(以人工冬眠設備維持壽命)。
克隆妮卡（聲：小松未可子（2023））
救援沙漠行星的人類而現身的地球艦隊「ピーセズ・オブ・アース」的一員，是位冷靜沉著的女性型獨立種
於結尾駐紮於地球聯邦治安維持軍，透過電視螢幕確定威席的生還。
STAMPEDE時期的設定提到軍階為特務中佐，對SEEDS計畫也了解不少也感到訝異。

## 出版書籍

### TRIGUN
單行本
| 卷數 | 德間書店       | 德間書店           |
| 卷數 | 發售日期       | ISBN               |
| ---- | -------------- | ------------------ |
| 1    | 1996年4月25日  | ISBN 4-19-830127-1 |
| 2    | 1996年10月30日 | ISBN 4-19-830144-1 |
| 3    | 1999年1月20日  | ISBN 4-19-830185-9 |

完全版
| 卷數 | 少年畫報社    | 少年畫報社         |
| 卷數 | 發售日期      | ISBN               |
| ---- | ------------- | ------------------ |
| 1    | 2000年6月26日 | ISBN 4-7859-2005-X |
| 2    | 2000年6月26日 | ISBN 4-7859-2006-8 |

### TRIGUN MAXIMUM
單行本
| 卷數 | 少年畫報社     | 少年畫報社         |
| 卷數 | 發售日期       | ISBN               |
| ---- | -------------- | ------------------ |
| 1    | 1998年7月1日   | ISBN 4-7859-1842-X |
| 2    | 1999年2月1日   | ISBN 4-7859-1888-8 |
| 3    | 1999年10月22日 | ISBN 4-7859-1948-5 |
| 4    | 2000年7月1日   | ISBN 4-7859-2012-2 |
| 5    | 2001年2月1日   | ISBN 4-7859-2066-1 |
| 6    | 2001年10月1日  | ISBN 4-7859-2128-5 |
| 7    | 2002年8月7日   | ISBN 4-7859-2217-6 |
| 8    | 2003年4月25日  | ISBN 4-7859-2306-7 |
| 9    | 2003年10月24日 | ISBN 4-7859-2369-5 |
| 10   | 2004年12月27日 | ISBN 4-7859-2497-7 |
| 11   | 2004年12月27日 | ISBN 4-7859-2498-5 |
| 12   | 2006年7月26日  | ISBN 4-7859-2665-1 |
| 13   | 2007年11月9日  | ISBN 4-7859-2884-0 |
| 14   | 2008年2月27日  | ISBN 4-7859-2923-5 |

完全版
| 卷數 | 少年畫報社    | 少年畫報社             |
| 卷數 | 發售日期      | ISBN                   |
| ---- | ------------- | ---------------------- |
| 1    | 2010年1月30日 | ISBN 978-4-78-593305-0 |
| 2    | 2010年1月30日 | ISBN 978-4-78-593306-7 |
| 3    | 2010年4月24日 | ISBN 978-4-78-593348-7 |
| 4    | 2010年4月24日 | ISBN 978-4-78-593349-4 |
| 5    | 2010年8月2日  | ISBN 978-4-78-593368-5 |
| 6    | 2010年8月2日  | ISBN 978-4-78-593369-2 |
| 7    | 2010年9月30日 | ISBN 978-4-78-593476-7 |

## 電視動畫

### 各話列表
| 第1話  | NOMAN′S LAND | 荒漠之星             | 武藤健司                 | 大和直道 | 2023年 1月7日 |
| 第2話  |              | 逃走的男人           | 山岡實                   | 山岡實   | 1月14日       |
| 第3話  |              | 光啊，照亮黑暗吧     | 山岡實 武藤健司 小島正幸 | 大石美繪 | 1月21日       |
| 第4話  |              | 飢餓！               | 青木弘安                 | 大和直道 | 1月28日       |
| 第5話  |              | 祝福的孩子           | 綿織博                   | 綿織博   | 2月4日        |
| 第6話  |              | 很久很久以前在希望島 | 山岡實                   | 山岡實   | 2月11日       |
| 第7話  |              | 伍夫伍德             | 福田道生                 | 大石美繪 | 2月18日       |
| 第8話  |              | 我們的家園           | 伊藤智彥                 | 大和直道 | 2月25日       |
| 第9話  |              | 密利欧・奈布兹       | 綿織博                   | 綿織博   | 3月4日        |
| 第10話 |              | 人類                 | 川尻善昭                 | 山岡實   | 3月11日       |
| 第11話 |              | 新世界               | 伊藤智彦                 | 山岡實   | 3月18日       |
| 第0話  |              | 儒來正午             | 武藤健司                 | 武藤健司 | 3月25日       |

### 主題曲
槍神Trigun（舊版）
片頭曲H.T
作曲、演奏：今堀恒雄
片尾曲風は未来に吹く
編曲、主唱：AKIMA & NEOS
槍神Trigun STAMPEDE
片頭曲《TOMBI》
作曲、編曲：BACHLOGIC；作詞&主唱：Kvi Baba
片尾曲星のクズ α
作詞、作曲、編曲：haruka nakamura；主唱：Salyu × haruka nakamura

## 外部連結
- 槍神Trigun（漫畫）在動畫新聞網百科全書中的資料（英文）
- 槍神Trigun（動畫）在動畫新聞網百科全書中的資料（英文）
- 槍神Trigun（movie）在動畫新聞網百科全書中的資料（英文）
- Trigun 每集概要
- Animerica
- TRIGUN STAMPEDE官方網站（日語）